# Gilbert Beugniot
Pour les articles homonymes, voir Beugniot.

Gilbert Beugniot, né le 10 décembre 1940 au Bouscat (Gironde) et mort le 8 décembre 2012 à Paris 19e, est un comédien français.
Il a entre autres travaillé sur les pièces de Joël Pommerat, dont Cercles/Fictions au théâtre de l'Odéon en 2010.

## Biographie
Il a fait sa scolarité à Bordeaux, mais passe son baccalauréat à Paris.
Il fut ensuite admis au Centre d'Art Dramatique de la rue Blanche.
C'est à Bordeaux qu'il fait ses premiers pas au théâtre. Pour cela, il suit au théâtre de l'Athénée les cours de la compagnie Chabert.
Cette compagnie monte des spectacles de pièces de théâtre, mais aussi des opérettes, des opéras comiques, spectacles dans lesquels Monsieur Chabert implique ses élèves.
Cette compagnie se produira aussi dans des tournées régionales.
Puis Gilbert Beugniot entre dans la classe d'art dramatique du Conservatoire de Bordeaux.
Il a participé à de nombreux festivals : Festival d'Avignon, Festival d'Aiguemortas ou encore Chambéry.
Il participa aussi à de nombreuses tournées aux États-Unis, dans les Caraïbes, en Afrique du Sud. C'est lui qui assura la présentation de l'opéra rock Jesus Christ superstar.
Élève de l'École nationale supérieure des arts et techniques du théâtre (ENSATT), il a eu comme professeurs Berthe Bovy et Henri Rolland, puis il entre au Conservatoire national supérieur d'art dramatique dans la classe de Georges Chamarat, où il a aussi travaillé avec Fernand Ledoux, Jean Marchat et René Simon. Il en est sorti en 1965.
Il fut aussi un bon sportif, pratiquant le ski et la natation, qui le faisait revenir vers son océan girondin.
Il parlait couramment anglais et espagnol.
Gilbert Beugniot était le frère du compositeur Jean-Pierre Beugniot.

## Filmographie
- 2010 : Petit Tailleur : Monsieur Gilbert
- 2002 : Julie Lescaut (épisode Amour blessé de Klaus Biedermann) : un clochard
- 2000 : Les Yeux fermés (téléfilm) : le collègue de Vincent
- 1984 : Messieurs les jurés (épisode L'Affaire Malville) : Louis-André Le Breuil
- 1984 : Les Enquêtes du commissaire Maigret, épisode : Maigret se défend de Georges Ferraro : le patron du bistrot
- 1980 : Le Chat de Christine (téléfilm) : le boulanger
- 1974 : Eugène Sue (téléfilm) : Émile de Girardin
- 1972 : Frédéric II (téléfilm) : De Catt
- 1969 : Jacquou le croquant de Stellio Lorenzi (feuilleton) : le greffier
- 1967 : La Prise de pouvoir par Louis XIVde Roberto Rossellini (pour l'ORTF, également exploité en salles)

## Théâtre
- 2010 : Cercles/Fictions de Joël Pommerat
- 2007 : Maintenant ils peuvent venir d'après Arezki Mellal, mise en scène de Paul Desveaux
- 2005 : Les Brigands de Friedrich von Schiller, mise en scène de Paul Desveaux
- 2005 : Perdu en Alaska de Gérard Cherqui
- 1996 : L'Architecte et la Forêt d'Olivier Py, mise en scène d'Olivier Py
- 1995 : La Panoplie du squelette d'Olivier Py à la Maison des arts et de la culture de Créteil
- 1989 : Les Mystères de la Révolution de Roger Défossez, mise en scène Nicolas Bataille, Théâtre de la Huchette
- 1988 : Le Roi Lear de Shakespeare, mise en scène de Jean Gilibert
- 1980 : La cantatrice chauve d'Eugène Ionesco, au Théâtre de la Huchette
- 1978 : Bajazet de Jean Racine, mise en scène d'Henri Ronse
- 1972 : L'Avare de Molière, mise en scène de Jean-Jacques Daubin
- 1964 : Cyrano de Bergerac d'Edmond Rostand, mise en scène de Jacques Charon

## Doublage

### Cinéma

#### Films
- 1999 : La Ligne verte : Édouard Delacroix, le détenu à la souris (Michael Jeter)
- 2006 : The Fountain : le père Avila (Mark Margolis)
- 2007 : Into the Wild : Ron Franz, l'homme âgé qui prend Christopher en affection (Hal Holbrook)
- 2007 : 3 h 10 pour Yuma : Byron McElroy (Peter Fonda)
- 2009 : Blood: The Last Vampire : Kato Takatora (Yasuaki Kurata)
- 2011 : Melancholia : « Little Father » (Jesper Christensen)
- 2011 : La Taupe : Control (John Hurt)